# サルバドール・デ・イトゥルビデ・イ・ウアルテ

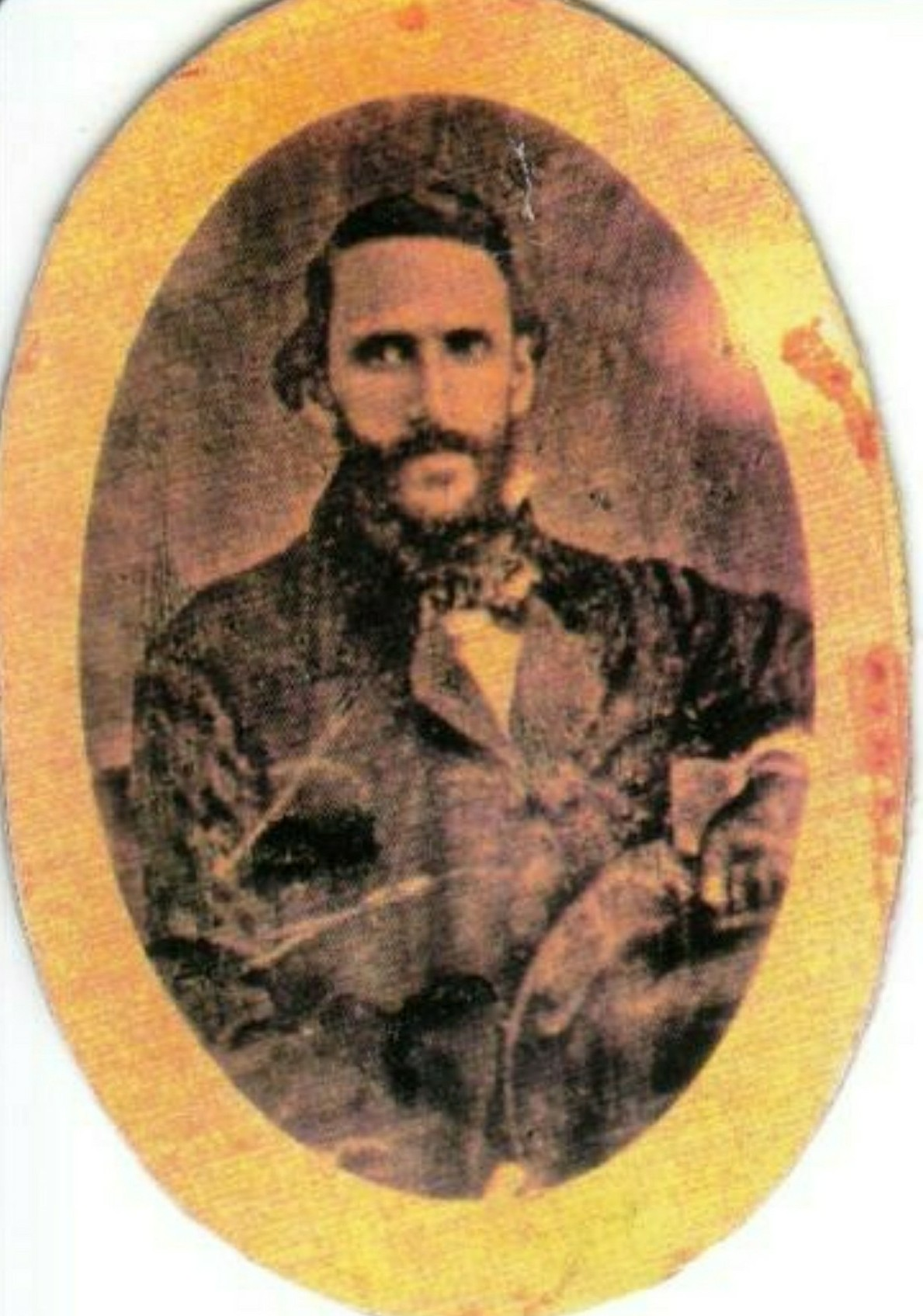
サルバドール・デ・イトゥルビデ・イ・ウアルテ

サルバドール・マリア・デ・イトゥルビデ・イ・ウアルテ（Salvador María de Iturbide y Huarte, 1820年7月17日 メキシコシティ - 1856年6月7日 テピク）は、短命に終わったメキシコ第一帝政の皇帝アグスティン・デ・イトゥルビデと妻のマリア・アナ・ウアルテの間の三男。
1822年6月22日付のメキシコ憲法会議の布告により、9人の兄弟姉妹とともにメキシコ皇子の身分及び殿下の敬称を得た。帝政廃止後は亡命先の欧州で育ち、パリのコレージュ・サント＝バルブやウィーンの大学で学んだ。1848年マリア・デル・ロサリオ・デ・マルサン・イ・ギサソーラ（Doña María del Rosario de Marzán y Guisasola）と結婚、一人息子のサルバドールをもうけた。翌1849年米国ワシントンD.C.のメキシコ領事館の書記官の職を得た。1856年、テピクの河川でのボートの転覆事故で溺死した。

## 引用・脚注
1. ↑  Digital UANL Studies of the General History of Mexico. VOLUME V[リンク切れ]